# Txumakovski
Txumakovski (en rus: Чумаковский) és un poble (un khútor) de l'óblast de Volgograd, a Rússia, segons el cens del 2010 tenia 59 habitants.